# رياض برمدا
رياض بن عوني بك برمدا (بالإنجليزية: Riad Barmada)‏؛ (1929- 10 كانون الثاني/ يناير 2014) طبيب سوري أمريكي من أشهر الاطباء السوريين في مدينة شيكاغو الامريكة لجراحه العظام، شغل منصب رئيس قسم جراحة العظام في مستشفى جامعة إلينوي في شيكاغو (UIC) من 1984 - 1998. وشغل منصب رئيس جمعية اطباء جراحة العظام في ولاية إلينوي الامريكة في عام 1991.

## النشأة وتعليمه
ولد  رياض برمدا  في 26-7-1929 في حلب وترعرع فيها، ينتمي لعائلة عريقة في  شمال سورية. والده عوني بك برمدا من القضاة المشهود لهم وعمه مصطفي بك برمدا حاكم دولة حلب والرئيس الأول لمحكمة التمييز خمسة عشر عاماً.
تابع رياض دراسته في جامعة دمشق وتخرج منها طبيباً عام 1956. أمضى سنة يمارس الجراحة العامة قبل سفره إلى مدينة شيكاغو في الولايات المتحدة. وفي هذه الأثناء تطوع كطبيب في الثورة الجزائرية.

## العمل الطبي
التحق عام 1967 بكلية الطب في جامعة إلينوي في شيكاغو كطبيب ابحاث مساعد وعام 1972 أصبح أستاذ في الجراحة العظمية وعيّن كرئيس قسمها من عام 1984 إلى 1998 . عام 1999 احيل على التقاعد مع الاحتفاظ به كاستاذ فخري.
كما أنه شغل عام 1991 منصب رئيس جمعية الجراحين العظمية ولاية إلينوي الأمريكية. الدكتور رياض كان السباق في استعمال طريقة مبتكرة في جراحة ابدال الورك 
بمناسبة اقامة حفل تكريمي له بعد وفاته في UIC Student Center West,Chicago. نشر الصحافي المشهور Graydon Megan, في صحيفة شيكاغو تريبيون وهي أكبر صحف ولاية إلينوي مقال مطول عن الطبيب القادم من سورية نقطتف منه ما يلي:
" بعد أن عدد الدكتور Mark Gonzalez ، وهو الرئيس الحالي لقسم الجراحة العظمية في جامعة إلينوي في شيكاغو، مآثر البروفسور برمدا وانجازاته وما قدم من خدمات للجامعة قال:
أنا افتخر ويشرفني كوني كنت طبيب متمرن عند البروفسور برمدا. طوال حياته لم يتباهى ولم يتاجر بها كونه الرائد في تطبيق التنوع فيقسم الجراحة وقبول العنصر النسائي مما أهّله لنيل جائرة تطبيق التنوع ومساواة الاقليات التي منحته إياها إدارة الجامعة.
نحن لم نتعلم من البروفسور برمدا تقنيات الجراحة فقط، تعلمنا ايضاً سلوكيات وشرف مهنة الطب واحترام جسد الإنسان المريض. لم يكنيرضى من المتمرنين لديه الا الكمال. كان يقول من الاجرام القيام بعمل جراحي غير دقيق ومتكامل. الدكتور برمدا كان ايضاً الرائدالوحيد في البلد الذي اتقن التقنية الجراحية Charnley technique لتبديل كلي للورك وربطه ببقية العظام التي اخترعها طبيب إنكليزي.
الدكتور برمدا كان أيضا عضواً في نقابة أطباء حلب.

## جوائز
حصل البروفسور رياض برمدا على العديد من الجوائز والتكريم كما ألف عدة كتب عن الجراحة العظمية. ومن الجوائز التي حصل عليها في عام 2013 نال جائزة من الأكاديمية الأمريكية لجراحي العظام.

## مؤلفاته
بعض من مؤلفاته
- دراسات حالة جراحة العظام: 40 حالة تاريخية متعلقة بجراحة العظام.[7]
- الفيزيولوجيا المرضية لأمراض العظام.[8]
- تحسين عمود الظنبوب الخلفي المستقر لزيادة ارتداد الفخذ بعد تقويم مفصل الركبة الكلي - تحليل عنصر محدود.[9]
- العوامل التي تؤثر على ثبات الكأس الأولي في تقويم مفصل الورك الكلي.[10]
- الفيزيولوجيا المرضية لأمراض العظام.[11]
- زيادة إنتاج الأنيون الفائق في كريات الدم البيضاء متعددة الأشكال عند التعرض لأيزوبوتيل -2-سيانو أكريلات.[12]

## الوفاة
توفي في 10 كانون الثاني/ يناير 2014 في شيكاغو الأمريكية عن عمر يناهز 84 عام.